# Rezé
Rezé település Franciaországban, Loire-Atlantique megyében. Lakosainak száma 43 349 fő (2022. január 1.). Rezé Nantes, Bouguenais, Pont-Saint-Martin, Les Sorinières és Vertou községekkel határos.

## Népesség
A település népessége az elmúlt években az alábbi módon változott:
| Lakosok száma | 33 509 | 33 562 | 33 262 | 37 333 | 39 568 | 39 649 | 41 411 | 42 919 | 42 993 | 43 349 |
|               | 1968   | 1982   | 1990   | 2006   | 2013   | 2015   | 2017   | 2019   | 2020   | 2022   |